# Sieraków Śląski
Sieraków Śląski (německy Schierokau) je vesnice v Polsku ve Slezském vojvodství, okres Lubliniec, gmina Ciasna.

## Poloha
Vesnicí prochází státní silnice 11 Katovice – Poznaň. Železniní stanice na železnici spojující Poznaň (Wroclaw) s Katovicemi (Čenstochovou).

## Historie
Vesnice vznikla po roce 1300. První zmínka o vesnici pochází z roku 1447. V 16. století byl vlastníkem Jerzy Diwkowski, který vedl spor o hranice s vlastníkem Boronowa (spor byl vyřešen v roce 1533). Kolem roku 1650 vznikla farnost v Sierakowě Śląském, která zahrnovala vesnice Jeżową, MoIną, Wędzinę a Panoszów.
V roce 1936 hitlerovská vláda změnila původní německý název Schierokau na Breitenmarkt. Dne 21. listopadu 1946 byl vrácen název Sieraków.
V letech 1945–1954 byla vesnice sídlem gminy Sieraków.
V letech 1975–1998 vesnice byla pod správou vojvodství Čenstochovice. 21. prosince 1998 byl úřední název Sieraków změněn na Sieraków Śląski.
V roce 1861 žilo v 68 domech 629 obyvatel.
V roce 2011 ve vesnici žilo 1716 obyvatel (841 mužů a 878 žen).

## Památky

### Kostely

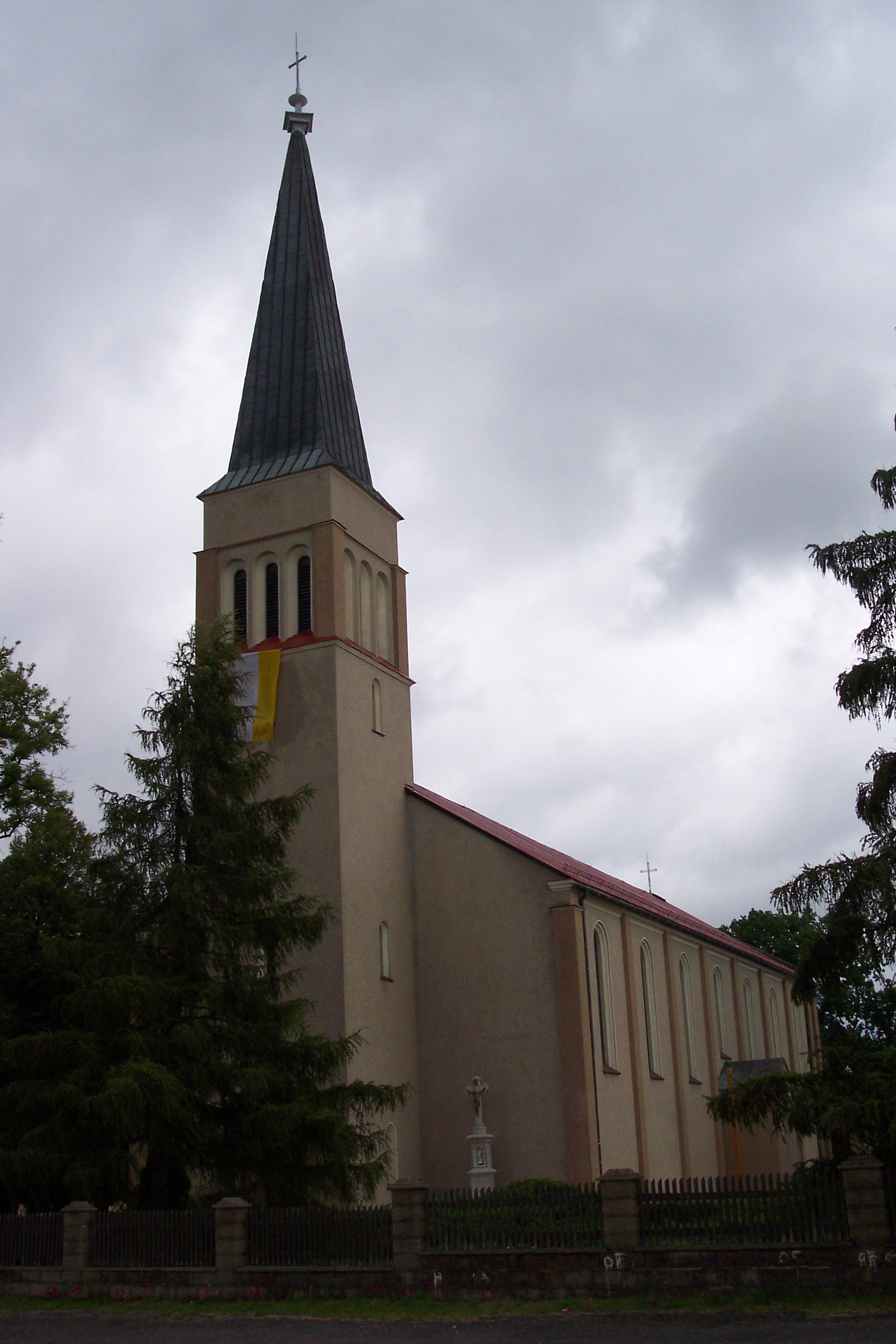
Kostel sv. Petra aPavla.

- Kostel sv. Petra a Pavla postavený v 18. století (počátky kostely zasahuje do 16. století), nejstarší záznam pochází z roku 1679. V roce 1855 původní dřevěný kostel pro svou zchátralost byl policejně uzavřen. Nový kostel byl postaven v letech 1859–1861 a je vzdálen 2 km od vesnice. V roce 1996 byl kostel rekonstruován a nově vybaven.[7][8][4]
- Původně malá kaple z roku 1750 (postavena bez patrona) byla přestavěn v roce 1818. Nové kapličce byl přiřazen patron svatý Jan Nepomucký. V roce 1904 byla ukončena výstavba nového kostela a v roce 2003 byl celkově opraven.[4]

### Zámek

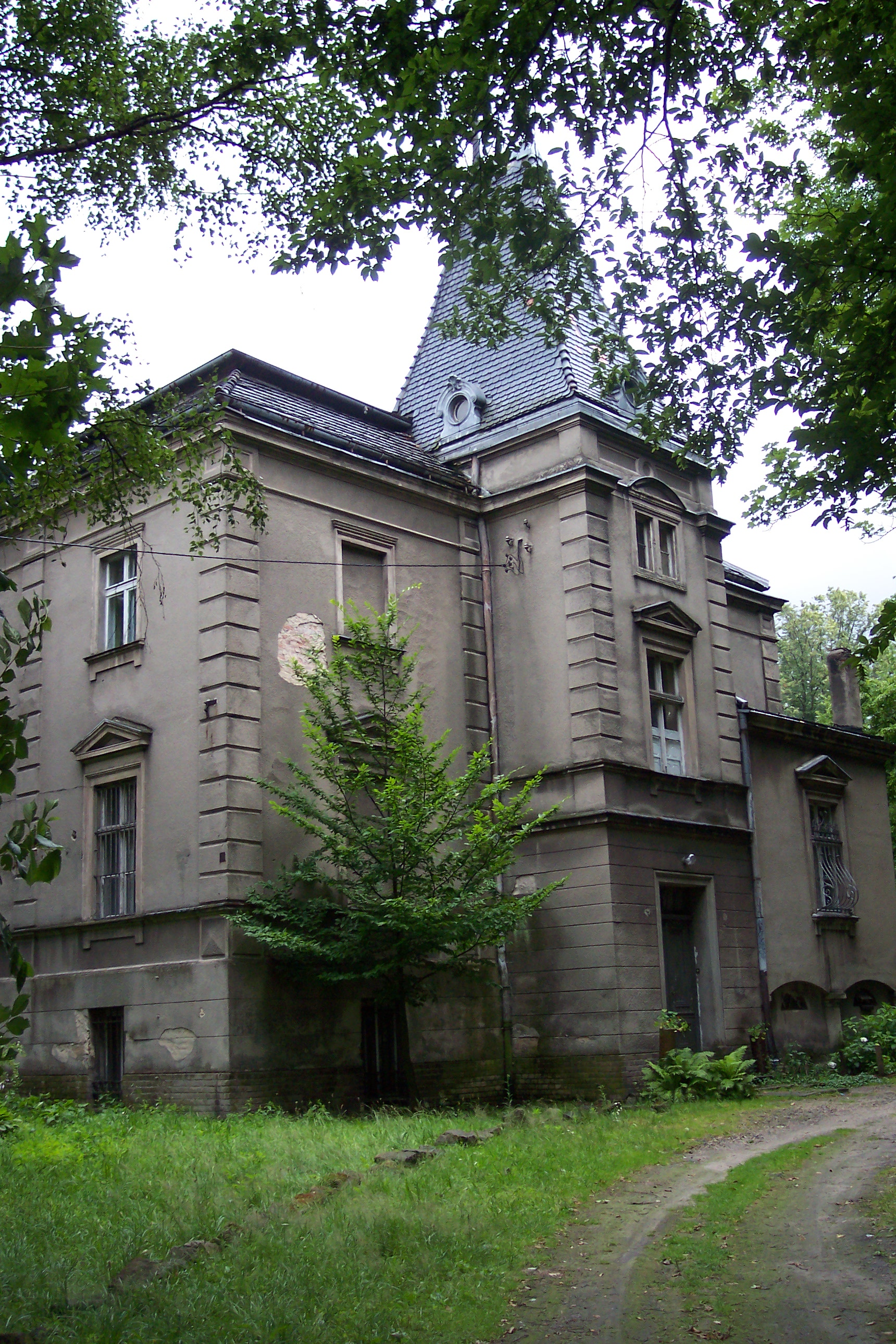
Zámek

V druhé polovině 19. století vlastníci vesnice rodina von Kitzing postavila zámek. V roce 1926 byla rezidence ve vlastnictví Oberschleische Landesgesellschaft (polsky Urząd Rolniczy, česky Zemědělský úřad) v Opolí. Po druhé světové válce měl různá využití, od sídla Kulturního střediska gminy až po bytové jednotky. Novobarokní zámek je postaven na půdorysu H, je patrový, zděný (cihla), omítnutý s nárožními rizality a podsklepený. Značně poničen.

### Památný strom
Napoleonův dub na rozcestí silnic do Patoki a Panoszowa. Dub letní o obvodu 6 m, stáří 300 let.

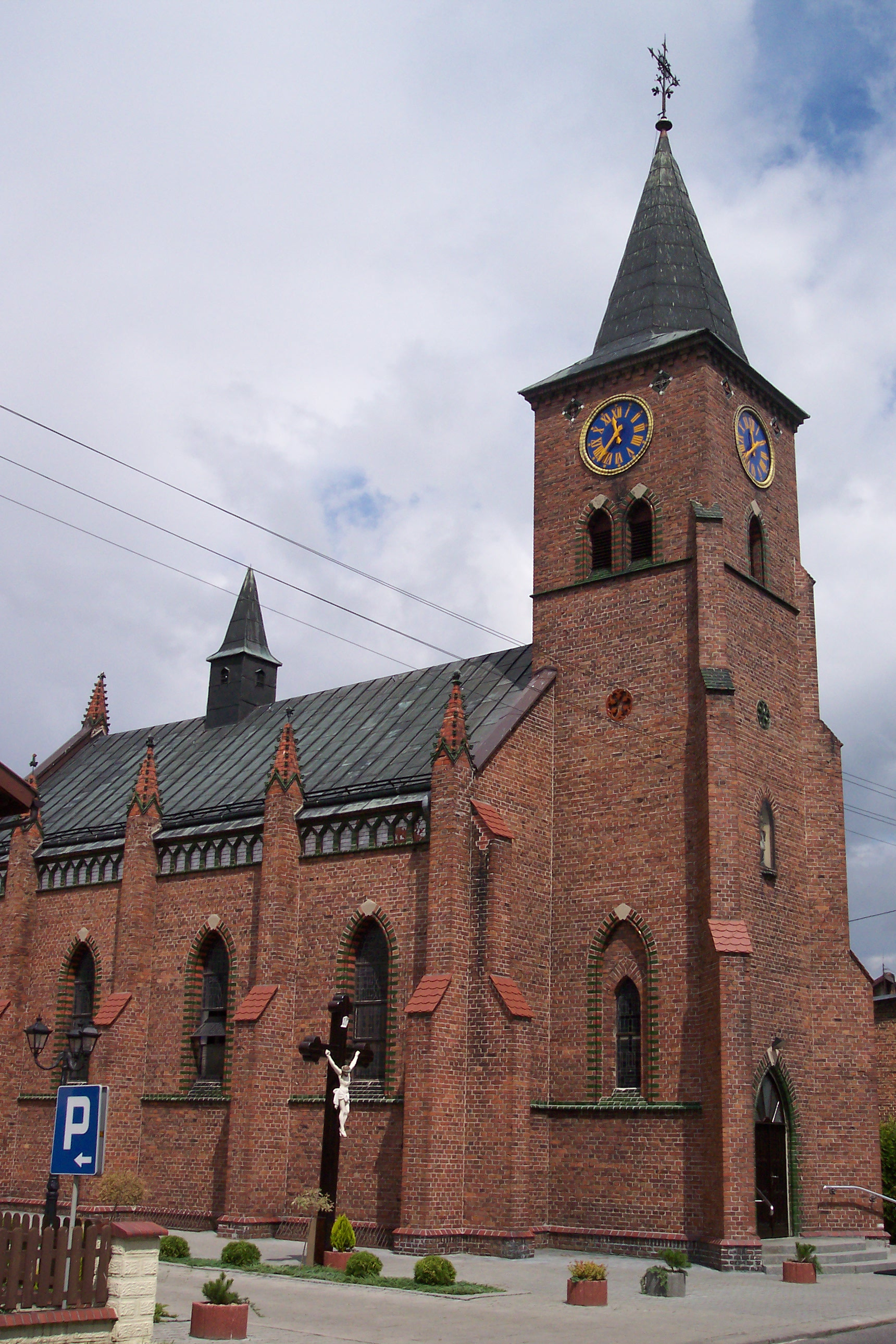
Kostel sv. Jana Nepomuckého.

## Věznice Sieraków Śląski
Od roku 2006 byly vojenské objekty posádky Lubliniec přestavěny na věznici. V roce 2013 byla přestavba ukončena a 1. ledna 2014 byla věznice otevřena, kapacita 624 míst i pro odsouzené tělesně postižené (vozíčkáře).